# Голубовка (Павлодарская область)
Голубовка (каз. Голубовка) — село в Иртышском районе Павлодарской области Казахстана. Расположено в 257 км к северо-западу от областного центра — Павлодара и в 88 км к северо-западу от районного центра — Иртышска, у озера Голубовка. Административный центр и единственный населённый пункт Абайского сельского округа. Код КАТО — 554633100.

## История
Село было основано крестьянами-переселенцами в 1909 году на урочище у озера Курганколь и названо по имени переселенца Голуба. Было центром Голубовской волости Павлодарского уезда. С 1928 года — в составе Иртышского района Павлодарского округа, с 1938 года — в Павлодарской области.
Голубовка была центральной усадьбой целинного зернового совхоза имени Абая, образованного в 1954 году на базе колхоза имени Абая.

## Население
В 1985 году в селе жили 1297 человек. В 1999 году население села составляло 1270 человек (653 мужчины и 617 женщин). По данным переписи 2009 года, в селе проживало 985 человек (503 мужчины и 482 женщины).